# Humanary Stew: A Tribute to Alice Cooper
Humanary Stew è un album tributo dedicato ad Alice Cooper realizzato agli inizi del 1999 con il contributo di artisti di grande livello come Dave Mustaine, George Lynch, Ronnie James Dio, Vince Neil, Bob Kulick, Slash, Bruce Dickinson, Dee Snider e tanti altri.
L'album venne ristampato nel 2006 con l'aggiunta di tre tracce e reintitolato Welcome to the Nightmare: An All Star Salute to Alice Cooper.

## Lista tracce
1. Under My Wheels (3:19)
2. Schools Out (3:58)
3. No More Mr. Nice Guy (3:39)
4. Welcome To My Nightmare (5:11)
5. Cold Ethyl (4:02)
6. Black Widow (4:47)
7. Go To Hell (4:35)
8. Billion Dollar Babies (3:57)
9. Only Women Bleed (5:43)
10. Eighteen (5:09)
11. Elected (3:58)

## Formazioni
- Traccia 1: Joe Elliott, Phil Collen, Bob Kulick, Chuck Wright, Pat Torpey, Clarence Clemons
- Traccia 2: Dave Mustaine, Marty Friedman, Bob Kulick, Bob Daisley, Eric Singer, Paul Taylor, David Glen Eisley, Cristy Baeuerle, Szella Stevens, Tom Fletcher
- Traccia 3: Roger Daltrey, Slash, Bob Kulick, Mike Inez, Carmine Appice, David Glen Eisley
- Traccia 4: Ronnie James Dio, Steve Lukather, Bob Kulick, Phil Soussan, Randy Castillo, Paul Taylor
- Traccia 5: Vince Neil, Mick Mars, Bob Kulick, Billy Sheehan, Simon Phillips
- Traccia 6: Bruce Dickinson, Adrian Smith, Bob Kulick, Tony Franklin, Tommy Aldridge, David Glen Eisley, Derek Sherinian
- Traccia 7: Dee Snider, Zakk Wylde, Bob Kulick, Rudy Sarzo, Frankie Banali, Paul Taylor
- Traccia 8: Phil Lewis, George Lynch, Bob Kulick, Stu Hamm, Vinnie Colaiuta, Derek Sherinian, David Glen Eisley
- Traccia 9: Glenn Hughes, Paul Gilbert, Bob Kulick, Mike Porcaro, Steve Ferrone, Paul Taylor, David Glen Eisley
- Traccia 10: Don Dokken, John Norum, Bob Kulick, Tim Bogert, Greg Bissonette, David Glen Eisley
- Traccia 11: Steve Jones, Duff McKagan, Billy Duffy, Matt Sorum